# Maurren Maggi
Maurren Higa Maggi (25 de junio de 1976 en São Carlos) es una atleta brasileña especialista en salto de longitud que se proclamó campeona olímpica en los Juegos de Pekín 2008 con una marca de 7.04 m.
Mide 1.73 m. y pesa 62 kg,

## Resultados
| Año  | Competición                          | Lugar             | Puesto                              | Marca            |
| ---- | ------------------------------------ | ----------------- | ----------------------------------- | ---------------- |
| 1999 | Universiada                          | Palma de Mallorca | 3.ª en Longitud                     | 6.58 m.          |
| 1999 | Juegos Panamericanos                 | Winnipeg          | 1.ª en Longitud 2.ª en 100 m vallas | 6.59 m. 12.86 s. |
| 1999 | Campeonato Mundial                   | Sevilla           | 8.ª en Longitud                     | 6.68 m.          |
| 2000 | Juegos Olímpicos                     | Sídney            | 14.ª en Longitud (q)                | 6.35 m.          |
| 2001 | Campeonato Mundial En pista cubierta | Lisboa            | 9.ª en Longitud                     | 6.38 m.          |
| 2001 | Campeonato Mundial                   | Edmonton          | 7.ª en Longitud                     | 6.73 m.          |
| 2001 | Universiada                          | Pekín             | 1.ª en Longitud 2.ª en 100 m vallas | 6.83 m. 13.13 s. |
| 2002 | Final Mundial de la IAAF             | París             | 1.ª en Longitud                     | 7.02 m.          |
| 2002 | Copa del Mundo                       | Madrid            | 2.ª en Longitud                     | 6.81 m.          |
| 2003 | Campeonato Mundial En pista cubierta | Birmingham        | 3.ª en Longitud                     | 6.70 m.          |
| 2007 | Juegos Panamericanos                 | Río de Janeiro    | 1.ª en Longitud                     | 6.84 m.          |
| 2007 | Campeonato Mundial                   | Osaka             | 6.ª en Longitud                     | 6.80 m.          |
| 2008 | Campeonato Mundial En pista cubierta | Valencia          | 2.ª en Longitud                     | 6.89 m.          |
| 2008 | Juegos Olímpicos                     | Pekín             | 1.ª en Longitud                     | 7.04 m.          |

## Marcas personales
- Salto de longitud - 7.26 (Bogotá, 26 de septiembre de 1999)
- Triple salto - 14.53 (São Caetano do Sul, 27 de abril de 2003)
- 100 metros vallas - 12.71 (Manaus, 19 de mayo de 2001)